# Nigerianische Davis-Cup-Mannschaft
Die nigerianische Davis-Cup-Mannschaft ist die Herren-Tennisnationalmannschaft Nigerias. 

## Geschichte
Erstmals nahm Nigeria 1974 am Davis Cup teil. Das beste Ergebnis erzielte die Mannschaft 1998 und 1999, als sie jeweils das Halbfinale in der Europa/Afrika-Gruppenzone I erreichen konnte. Erfolgreichster Spieler ist Jonathan Igbinovia mit 31 Siegen bei 30 Teilnahmen. Rekordspieler mit 33 Teilnahmen ist Abdul-Mumin Babalola.